# Polen op de Olympische Zomerspelen 1980
Polen nam deel aan de Olympische Zomerspelen 1980 in Moskou, Sovjet-Unie. De olympische ploeg, bestaande uit 232 mannen en 74 vrouwen, won in totaal 32 medailles en eindigde daardoor op de tiende plaats in het medailleklassement.

## Medailleoverzicht
| Sport         | Olympiër                                                                      | Onderdeel                  | Medaille |
| ------------- | ----------------------------------------------------------------------------- | -------------------------- | -------- |
| Atletiek      | Bronisław Malinowski                                                          | 3000m steeplechase (m)     | Goud     |
| Atletiek      | Władysław Kozakiewicz                                                         | polsstokhoogspringen (m)   | Goud     |
| Paardensport  | Jan Kowalczyk                                                                 | springconcours individueel | Goud     |
| Atletiek      | Leszek Dunecki Zenon Licznerski Marian Woronin Krzysztof Zwoliński            | 4x100m (m)                 | Zilver   |
| Atletiek      | Jacek Wszoła                                                                  | hoogspringen (m)           | Zilver   |
| Atletiek      | Tadeusz Ślusarski                                                             | polsstokhoogspringen (m)   | Zilver   |
| Atletiek      | Urszula Kielan                                                                | hoogspringen (v)           | Zilver   |
| Boksen        | Paweł Skrzecz                                                                 | -81kg (m)                  | Zilver   |
| Paardensport  | Janusz Bobik Wiesław Hartman Jan Kowalczyk Marian Kozicki                     | springconcours team        | Zilver   |
| Roeien        | Małgorzata Dłużewska Czesława Kościańska                                      | twee-zonder (v)            | Zilver   |
| Schermen      | Piotr Jablkowski Andrzej Lis Mariusz Strzalka Leszek Swornowski               | degen team (m)             | Zilver   |
| Wielersport   | Czesław Lang                                                                  | wegwedstrijd (m)           | Zilver   |
| Worstelen     | Władysław Stecyk                                                              | -52kg vrije stijl (m)      | Zilver   |
| Worstelen     | Józef Lipień                                                                  | -57kg Grieks-Romeins (m)   | Zilver   |
| Worstelen     | Andrzej Supron                                                                | -68kg Grieks-Romeins (m)   | Zilver   |
| Worstelen     | Jan Dołgowicz                                                                 | -82kg Grieks-Romeins (m)   | Zilver   |
| Worstelen     | Roman Bierła                                                                  | -100kg Grieks-Romeins (m)  | Zilver   |
| Atletiek      | Lucyna Langer                                                                 | 100m horden (v)            | Brons    |
| Boksen        | Krzysztof Kosedowski                                                          | -57kg (m)                  | Brons    |
| Boksen        | Kazimierz Adach                                                               | -60kg (m)                  | Brons    |
| Boksen        | Kazimierz Szczerba                                                            | -67kg (m)                  | Brons    |
| Boksen        | Jerzy Rybicki                                                                 | -75kg (m)                  | Brons    |
| Gewichtheffen | Tadeusz Dembończyk                                                            | -56kg (m)                  | Brons    |
| Gewichtheffen | Marek Seweryn                                                                 | -67,5kg (m)                | Brons    |
| Gewichtheffen | Tadeusz Rutkowski                                                             | +110kg (m)                 | Brons    |
| Judo          | Janusz Pawłowski                                                              | -65kg (m)                  | Brons    |
| Roeien        | Ryszard Kubiak Grzegorz Nowak Ryszard Stadniuk Grzegorz Stellak Adam Tomasiak | vier-met (m)               | Brons    |
| Schermen      | Lech Koziejowski Adam Robak Marian Sypniewski Bogusław Zych                   | floret team (m)            | Brons    |
| Schermen      | Barbara Wysoczańska                                                           | floret (v)                 | Brons    |
| Worstelen     | Aleksander Cichoń                                                             | -90kg vrije stijl (m)      | Brons    |
| Worstelen     | Adam Sandurski                                                                | +100kg vrije stijl (m)     | Brons    |
| Zwemmen       | Agnieszka Czopek                                                              | 400m wisselslag (v)        | Brons    |

## Deelnemers en resultaten

### Atletiek
| Olympiër                                                                           | Onderdeel                | Resultaat | Prestatie |
| ---------------------------------------------------------------------------------- | ------------------------ | --------- | --- |
| Lech Dunecki                                                                       | 100m (m)                 | 19e       | serie 3: 2de in 10,42 kwartfinale 2: 5de in 10,40 |
| Marian Woronin                                                                     | 100m (m)                 | 7e        | serie 9: 2de in 10,35 kwartfinale 3: 2de in 10,27 halve finale 2: 4de in 10,43 finale: 7de in 10,46 |
| Krzysztof Zwoliński                                                                | 100m (m)                 | 24e       | serie 7: 3de in 10,60 kwartfinale 4: 7de in 10,54 |
| Lech Dunecki                                                                       | 200m (m)                 | 6e        | serie 5: 2de in 21,30 kwartfinale 4: 3de in 20,87 halve finale 2: 3de in 20,82 finale: 6de in 20,86 |
| Zenon Licznerski                                                                   | 200m (m)                 | 23e       | serie 9: 4de in 21,36 kwartfinale 3: 5de in 21,22 |
| Marian Woronin                                                                     | 200m (m)                 | 7e        | serie 4: 1ste in 21,63 kwartfinale 1: 2de in 20,97 halve finale 1: 3de in 20,75 finale: 7de in 20,81 |
| Jerzy Pietrzyk                                                                     | 400m (m)                 | 33e       | serie 7: 5de in 47,18 |
| Andrzej Stępień                                                                    | 400m (m)                 | 17e       | serie :4 3de in 47,99 kwartfinale 2: 5de in 46,31 |
| Mirosław Żerkowski                                                                 | 1500m (m)                | 18e       | serie 4: 5de in 3.39,2 halve finale 2: 9de in 3.48,2 |
| Jan Pusty                                                                          | 110m horden (m)          | 5e        | serie 1: 2de in 13,84 halve finale 2: 4de in 13,81 finale: 5de in 13,68 |
| Ryszard Szparak                                                                    | 400m horden (m)          | 9e        | serie 1: 4de in 50,45 halve finale 2: 6de in 50,41 |
| Bronisław Malinowski                                                               | 3000m steeplechase (m)   | Goud      | serie 2: 1ste in 8.29,80 halve finale 2: 1ste in 8.21,15 finale: 1ste in 8.09,70 |
| Bogusław Mamiński                                                                  | 3000m steeplechase (m)   | 7e        | serie 1: 3de in 8.23,92 halve finale 1: 3de in 8.18,78 finale: 7de in 8.19,43 |
| Krzysztof Wesołowski                                                               | 3000m steeplechase (m)   | 16e       | serie 3: 4de in 8.35,58 halve finale 1: 9de in 8.33,02 |
| Leszek Dunecki Zenon Licznerski Marian Woronin Krzysztof Zwoliński                 | 4x100m (m)               | Zilver    | serie 2: 2de in 38,83 finale: 2de in 38,33 |
| Jan Pawłowicz Jerzy Pietrzyk Adam Starostka Andrzej Stępień                        | 4x400m (m)               | 10e       | serie 1: 4de in 3.05,8 |
| Ryszard Marczak                                                                    | marathon (m)             | DNF       | niet gefinisht |
| Zbigniew Pierzynka                                                                 | marathon (m)             | 26e       | 2:20.03 |
| Andrzej Sajkowski                                                                  | marathon (m)             | DNF       | niet gefinisht |
| Bohdan Bułakowski                                                                  | 20km snelwandelen (m)    | 7e        | 1:28.36,3 |
| Bohdan Bułakowski                                                                  | 50km snelwandelen (m)    | DNS       | niet gestart |
| Stanisław Rola                                                                     | 50km snelwandelen (m)    | 7e        | 4:07.07 |
| Stanisław Jaskułka                                                                 | verspringen (m)          | 5e        | kwalificatie groep A: 3de met 8,07m finale: 5de met 8,13m |
| Andrzej Klimaszewski                                                               | verspringen (m)          | 14e       | kwalificatie groep A: 11de met 7,76m |
| Zdzisław Hoffmann                                                                  | hink-stap-springen (m)   | 16e       | kwalificatie groep B: 8ste met 15,35m |
| Janusz Trzepizur                                                                   | hoogspringen (m)         | 12e       | kwalificatie groep A: 11de met 2,21m finale: 12de met 2,18m |
| Jacek Wszoła                                                                       | hoogspringen (m)         | Zilver    | kwalificatie groep A: 8ste met 2,21m finale: 2de met 2,31m |
| Mariusz Klimczyk                                                                   | polsstokhoogspringen (m) | 5e        | kwalificatie groep B: 1ste met 5,40m finale: 6de met 5,55m |
| Władysław Kozakiewicz                                                              | polsstokhoogspringen (m) | Goud      | kwalificatie groep A: 4de met 5,40m finale: 1ste met 5,78m (WR) |
| Tadeusz Ślusarski                                                                  | polsstokhoogspringen (m) | Zilver    | kwalificatie groep A: 1ste met 5,40m finale: 2de met 5,65m |
| Dariusz Adamus                                                                     | speerwerpen (m)          | 15e       | kwalificatie: 15de met 76,82m |
| Ireneusz Golda                                                                     | kogelslingeren (m)       | 8e        | kwalificatie: 9de met 70,88m finale: 8ste met 73,74m |
| Dariusz Ludwig                                                                     | tienkamp (m)             | 6e        | 100m: 13de in 11,35 verspringen: 5de met 7,51m kogelstoten: 17de met 13,32m hoogspringen: 2de met 2,08m 400m: 15de in 50,55 110m horden: 15de in 15,38 discuswerpen: 6de met 45,82m polsstokhoogspringen: 4de met 4,80m speerwerpen: 7de met 58,38m 1500m: 5de in 4.29,7 totaal: 7978 punten    |
| Janusz Szczerkowski                                                                | tienkamp (m)             | 10e       | 100m: 7de in 11,22 verspringen: 6de met 7,38m kogelstoten: 13de met 14,06m hoogspringen: 11de met 2,00m 400m: 10de in 49,64 110m horden: 3de in 14,57 discuswerpen: 8ste met 44,74m polsstokhoogspringen: 1ste met 4,90m speerwerpen: 16de met 45,22m 1500m: 13de in 4.44,9 totaal: 7822 punten |
|                                                                                    |                          |           | |
| Elżbieta Stachurska                                                                | 100m (v)                 | DSQ       | serie 1: gediskwalificeerd |
| Elżbieta Stachurska                                                                | 200m (v)                 | 17e       | serie 4: 4de in 23,58 kwartfinale 3: 7de in 23,11 |
| Małgorzata Dunecka                                                                 | 400m (v)                 | 12e       | serie 5: 4de in 51,84 halve finale 1: 7de in 51,93 |
| Grażyna Oliszewska                                                                 | 400m (v)                 | 14e       | serie 4: 3de in 52,62 halve finale 2: 7de in 52,36 |
| Irena Szewińska-Kirszenstein                                                       | 400m (v)                 | 16e       | serie 3: 3de in 52,57 halve finale 2: 8ste in 53,13 |
| Anna Bukis                                                                         | 800m (v)                 | 12e       | serie 3: 4de in 1.58,9 halve finale 2: 7de in 2.00,3 |
| Jolanta Januchta                                                                   | 800m (v)                 | 6e        | serie 2: 2de in 1.59,7 halve finale 2: 3de in 1.58,9 finale: 6de in 1.58,3 |
| Elżbieta Skowrońska-Katolik                                                        | 800m (v)                 | 15e       | serie 4: 4de in 2.01,2 halve finale 1: 7de in 2.01,1 |
| Anna Bukis                                                                         | 1500m (v)                | 12e       | serie 2: 5de in 4.06,0 |
| Zofia Bielczyk                                                                     | 100m horden (v)          | 8e        | serie 3: 3de in 13,21 halve finale 1: 4de in 13,09 finale: 8ste in 13,08 |
| Lucyna Langer                                                                      | 100m horden (v)          | Brons     | serie 1: 2de in 12,75 halve finale 1: 2de in 12,91 finale: 3de in 12,65 |
| Grażyna Rabsztyn                                                                   | 100m horden (v)          | 5e        | serie 2: 1ste in 12,72 halve finale 2: 1ste in 12,64 finale: 5de in 12,74 |
| Lucyna Langer Elżbieta Stachurska Zofia Bielczyk Grażyna Rabsztyn                  | 4x100m (v)               | 7e        | 44,49 |
| Grażyna Oliszewska Jolanta Januchta Elżbieta Skowrońska-Katolik Małgorzata Dunecka | 4x400m (v)               | 6e        | serie 2: 2de in 3.29,7 finale: 6de in 3.27,9 |
| Barbara Baran-Wojnar                                                               | verspringen (v)          | 11e       | kwalificatie groep B: 7de met 6,44m finale: 11de met 6,33m |
| Anna Włodarczyk                                                                    | verspringen (v)          | 4e        | kwalificatie groep B: 3de met 6,58m finale: 4de met 6,95m |
| Danuta Bułkowska                                                                   | hoogspringen (v)         | 14e       | kwalificatie groep B: 4de met 1,85m |
| Urszula Kielan                                                                     | hoogspringen (v)         | Zilver    | kwalificatie groep A: 1ste met 1,88m finale: 2de met 1,94m |
| Elżbieta Krawczuk                                                                  | hoogspringen (v)         | 13e       | kwalificatie groep A: 10de met 1,85m |
| Bernadeta Blechacz                                                                 | speerwerpen (v)          | 9e        | kwalificatie groep A: 6de met 59,90m finale: 9de met 61,46m |
| Małgorzata Guzowska                                                                | vijfkamp (v)             | 12e       | 100m horden: 15de in 14,16 kogelstoten: 7de met 13,63m hoogspringen: 4de met 1,80m verspringen: 6de met 6,21m 800m: 16de in 2.29,3 totaal: 4326 punten |

### Basketbal
| Olympiër | Onderdeel | Resultaat | Prestatie |
| --- | --------- | --------- | --- |
| Dariusz Zelig Justyn Węglorz Wojciech Rosiński Ryszard Prostak Mieczysław Młynarski Zdzisław Myrda Ireneusz Mulak Marcin Michalski Eugeniusz Kijewski Krzysztof Fikiel Leszek Doliński Jerzy Bińkowski | mannen    | 7e        | groep B: 3de V van Spanje: 81-104 V van Joegoslavië: 91-129 W van Senegal: 84-64 7-12de plek: 1ste W van India: 113-67 W van Australië: 101-74 W van Tsjecho-Slowakije: 88-84 V van Zweden: 67-70 |

| Groep B |             |             |             |             |        |        |        |        |
| #       | Land        | Wedstrijden | Wedstrijden | Wedstrijden | Punten | Punten | Punten | Punten |
| #       | Land        | G           | W           | V           | V      | T      | Saldo  | Punten |
| 1       | Joegoslavië | 3           | 3           | 0           | 328    | 249    | +79    | 6      |
| 2       | Spanje      | 3           | 2           | 1           | 289    | 241    | +48    | 5      |
| 3       | Polen       | 3           | 1           | 2           | 256    | 297    | -41    | 4      |
| 4       | Senegal     | 3           | 0           | 3           | 196    | 282    | -86    | 3      |

| Ronde      | Datum  | Plaats      | Land   | Score  | Land |
| ---------- | ------ | ----------- | ------ | ------ | ---- |
| Groepsfase |        |             |        |        |      |
| 21 juli    | Moskou | Polen       | 81-104 | Spanje |      |
| 22 juli    | Moskou | Joegoslavië | 129-91 | Polen  |      |
| 23 juli    | Moskou | Senegal     | 64-84  | Polen  |      |

| 7-12de plek |                   |             |             |             |            |            |            |        |
| #           | Land              | Wedstrijden | Wedstrijden | Wedstrijden | Doelpunten | Doelpunten | Doelpunten | Punten |
| #           | Land              | G           | W           | V           | V          | T          | Saldo      | Punten |
| 1           | Polen             | 5           | 4           | 1           | 453        | 359        | +94        | 9      |
| 2           | Australië         | 5           | 4           | 1           | 417        | 381        | +35        | 9      |
| 3           | Tsjecho-Slowakije | 5           | 3           | 2           | 474        | 377        | +97        | 8      |
| 4           | Zweden            | 5           | 3           | 2           | 375        | 341        | +34        | 8      |
| 5           | Senegal           | 5           | 1           | 4           | 345        | 396        | -51        | 6      |
| 6           | India             | 5           | 0           | 5           | 329        | 539        | -210       | 5      |

| Ronde      | Datum  | Plaats            | Land   | Score | Land |
| ---------- | ------ | ----------------- | ------ | ----- | ---- |
| Groepsfase |        |                   |        |       |      |
| 25 juli    | Moskou | Polen             | 113-67 | India |      |
| 26 juli    | Moskou | Australië         | 74-101 | Polen |      |
| 27 juli    | Moskou | Tsjecho-Slowakije | 84-88  | Polen |      |
| 28 juli    | Moskou | Zweden            | 70-67  | Polen |      |

### Boksen
| Olympiër             | Onderdeel   | Resultaat | Prestatie |
| -------------------- | ----------- | --------- | --- |
| Henryk Pielesiak     | -48kg (m)   | 17e       | 1ste ronde: V van PRK Li: 2-3 |
| Henryk Średnicki     | -51kg (m)   | 5e        | 1ste ronde: vrij 2de ronde: W van ZAM Mwango: 5-0 kwartfinale: V van URS Miroshnichenko: 0-5                                                                      |
| Ryszard Czerwiński   | -54kg (m)   | 9e        | 1ste ronde: vrij 2de ronde: W van BEN Abissi: knock-out 3de ronde: V van ROU Cipere: 0-5                                                                          |
| Krzysztof Kosedowski | -57kg (m)   | Brons     | 1ste ronde: vrij 2de ronde: W van PRK Gu: 5-0 3de ronde: W van YUG Marovic: 4-1 kwartfinale: W van BRA dal Rovere: 5-0 halve finale: V van CUB Horta: walk-over   |
| Kazimierz Adach      | -60kg (m)   | Brons     | 1ste ronde: W van LAO Songkhamphou: knock-out 2de ronde: W van TAN Golaya: 5-0 kwartfinale: W van ROU Livadaru: knock-out halve finale: V van CUB Herrera: 0-5    |
| Bogdan Gajda         | -63,5kg (m) | 17e       | 1ste ronde: V van SWE Odhiambo: 1-4 |
| Kazimierz Szczerba   | -67kg (m)   | Brons     | 1ste ronde: W van TCH Pavlov: knock-out 2de ronde: W van ETH Sahilu: 5-0 kwartfinale: W van ROU Budusan: knock-out halve finale: V van UGA Mugabi: 2-3            |
| Zygmunt Gosiewski    | -71kg (m)   | 17e       | 1ste ronde: V van CUB Martínez: 0-5 |
| Jerzy Rybicki        | -75kg (m)   | Brons     | 1ste ronde: vrij 2de ronde: W van FIN Uusivirta: knock-out kwartfinale: W van UGA Odhiambo: 5-0 halve finale: V van URS Savchenko: scheidsrechterlijke beslissing |
| Paweł Skrzecz        | -81kg (m)   | Zilver    | 1ste ronde: W van ALG Bouchiche: walk-over kwartfinale: W van ROU Donici: 4-1 halve finale: W van CUB Rojas: 3-2 finale: V van YUG Kacar: 1-4                     |
| Grzegorz Skrzecz     | +81kg (m)   | 5e        | 1ste ronde: W van TAN Isangura: knock-out kwartfinale: V van CUB Stevenson: knock-out                                                                             |

### Boogschieten
| Olympiër                | Onderdeel       | Resultaat | Prestatie                                                                            |
| ----------------------- | --------------- | --------- | ------------------------------------------------------------------------------------ |
| Krzysztof Włosik        | individueel (m) | 10e       | 1ste ronde: 19de met 1178 punten 2de ronde: 4de met 1232 punten totaal: 2410 punten  |
|                         |                 |           |                                                                                      |
| Maria Szeliga           | individueel (v) | 7e        | 1ste ronde: 6de met 1190 punten 2de ronde: 8ste met 1175 punten totaal: 2365 punten  |
| Jadwiga Szosler-Wilejto | individueel (v) | 11e       | 1ste ronde: 11de met 1165 punten 2de ronde: 12de met 1163 punten totaal: 2328 punten |

### Gewichtheffen
| Olympiër           | Onderdeel   | Resultaat | Prestatie                                                       |
| ------------------ | ----------- | --------- | --------------------------------------------------------------- |
| Stefan Leletko     | -52kg (m)   | 5e        | trekken: 6de met 105kg stoten: 2de met 135kg totaal: 240kg      |
| Tadeusz Dembończyk | -56kg (m)   | Brons     | trekken: 2de met 120kg stoten: 5de met 145kg totaal: 265kg      |
| Antoni Pawlak      | -60kg (m)   | 4e        | trekken: 7de met 120kg stoten: 4de met 155kg totaal: 275kg      |
| Marek Seweryn      | -60kg (m)   | Brons     | trekken: 3de met 127,5kg stoten: 3de met 155kg totaal: 282,5kg  |
| Zbigniew Kaczmarek | -67,5kg (m) | 6e        | trekken: 8ste met 140kg stoten: 5de met 177,5kg totaal: 317,5kg |
| Jan Lisowski       | -82,5kg (m) | 4e        | trekken: 7de met 150kg stoten: 2de met 205kg totaal: 355kg      |
| Paweł Rabczewski   | -82,5kg (m) | 6e        | trekken: 5de met 155kg stoten: 6de met 195kg totaal: 350kg      |
| Witold Walo        | -90kg (m)   | 5e        | trekken: 5de met 160kg stoten: 3de met 200kg totaal: 360kg      |
| Tadeusz Rutkowski  | -60kg (m)   | Brons     | trekken: 4de met 180kg stoten: 2de met 227,5kg totaal: 407,5kg  |
| Robert Skolimowski | -60kg (m)   | 7e        | trekken: 7de met 175kg stoten: 7de met 210kg totaal: 385kg      |

### Handbal
| Olympiër | Onderdeel | Resultaat | Prestatie |
| --- | --------- | --------- | --- |
| Mieczysław Wojczak Daniel Waszkiewicz Zbigniew Tłuczyński Henryk Rozmiarek Marek Panas Grzegorz Kosma Jerzy Klempel Alfred Kałuziński Andrzej Kącki Ryszard Jedliński Zbigniew Gawlik Jerzy Garpiel Piotr Czaczka Janusz Brzozowski | mannen    | 7e        | groep A: 4de G van Hongarije: 20-20 W van Cuba: 34-19 W van Denemarken: 26-12 V van DDR: 21-22 V van Spanje: 22-24 7-8ste plek: W van Zwitserland: 23-22 |

| Groep A |            |             |             |             |             |            |            |            |        |
| #       | Land       | Wedstrijden | Wedstrijden | Wedstrijden | Wedstrijden | Doelpunten | Doelpunten | Doelpunten | Punten |
| #       | Land       | G           | W           | G           | V           | V          | T          | Saldo      | Punten |
| 1       | GDR        | 5           | 4           | 0           | 1           | 108        | 92         | +16        | 9      |
| 2       | Hongarije  | 5           | 3           | 2           | 0           | 96         | 88         | +8         | 8      |
| 3       | Spanje     | 5           | 2           | 1           | 2           | 102        | 106        | -4         | 5      |
| 4       | Polen      | 5           | 2           | 1           | 2           | 123        | 97         | +24        | 5      |
| 5       | Denemarken | 5           | 1           | 0           | 4           | 96         | 104        | -8         | 2      |
| 6       | Cuba       | 5           | 0           | 1           | 4           | 103        | 141        | -38        | 1      |

| Ronde       | Datum  | Plaats     | Land  | Score       | Land |
| ----------- | ------ | ---------- | ----- | ----------- | ---- |
| Groepsfase  |        |            |       |             |      |
| 20 juli     | Moskou | Polen      | 20-20 | Hongarije   |      |
| 22 juli     | Moskou | Polen      | 34-19 | Cuba        |      |
| 24 juli     | Moskou | Denemarken | 12-26 | Polen       |      |
| 26 juli     | Moskou | DDR        | 22-21 | Polen       |      |
| 28 juli     | Moskou | Polen      | 22-24 | Spanje      |      |
| 7-8ste plek |        |            |       |             |      |
| 30 juli     | Moskou | Polen      | 23-22 | Zwitserland |      |

### Hockey

#### Mannen
| Olympiër | Onderdeel | Resultaat | Prestatie |
| --- | --------- | --------- | --- |
| Jerzy Wybieralski Leszek Tórz Włodzimierz Stanisławski Jan Sitek Zbigniew Rachwalski Andrzej Myśliwiec Andrzej Mikina Jan Mielniczak Mariusz Kubiak Zygfryd Józefiak Henryk Horwat Leszek Hensler Krzysztof Głodowski Adam Dolatowski Krystian Bąk Leszek Andrzejczak | mannen    | 4e        | groepsfase: 4de W van Cuba: 7-1 G van India: 2-2 V van Sovjet-Unie: 1-5 V van Spanje: 0-6 W van Tanzania: 9-1 bronzen finale: V van Sovjet-Unie: 1-2 |

| Groepsfase |             |             |             |             |             |            |            |            |        |
| #          | Land        | Wedstrijden | Wedstrijden | Wedstrijden | Wedstrijden | Doelpunten | Doelpunten | Doelpunten | Punten |
| #          | Land        | G           | W           | G           | V           | V          | T          | Saldo      | Punten |
| 1          | Spanje      | 5           | 4           | 1           | 0           | 33         | 3          | +30        | 9      |
| 2          | India       | 5           | 3           | 2           | 0           | 39         | 6          | +33        | 8      |
| 3          | Sovjet-Unie | 5           | 3           | 0           | 2           | 30         | 11         | +19        | 6      |
| 4          | Polen       | 5           | 2           | 1           | 2           | 19         | 15         | +4         | 5      |
| 5          | Cuba        | 5           | 1           | 0           | 4           | 7          | 42         | -35        | 2      |
| 6          | Tanzania    | 5           | 0           | 0           | 5           | 3          | 54         | -51        | 0      |

| Ronde          | Datum  | Plaats      | Land | Score  | Land |
| -------------- | ------ | ----------- | ---- | ------ | ---- |
| Groepsfase     |        |             |      |        |      |
| 20 juli        | Moskou | Polen       | 7-1  | Cuba   |      |
| 21 juli        | Moskou | Polen       | 2-2  | India  |      |
| 23 juli        | Moskou | Sovjet-Unie | 5-1  | Polen  |      |
| 24 juli        | Moskou | Polen       | 0-6  | Spanje |      |
| 26 juli        | Moskou | Tanzania    | 1-9  | Polen  |      |
| Bronzen finale |        |             |      |        |      |
| 26 juli        | Moskou | Sovjet-Unie | 2-1  | Polen  |      |

#### Vrouwen
| Olympiër | Onderdeel | Resultaat | Prestatie |
| --- | --------- | --------- | --- |
| Michalina Plekaniec Bogumiła Pajor Lucyna Siejka Jolanta Sekulak Wiesława Ryłko Danuta Stanisławska Lucyna Matuszna Jadwiga Kołdras Małgorzata Lipska Lidia Zgajewska Małgorzata Gajewska Dorota Załęczna Jolanta Błędowska Dorota Bielska Halina Kołdras Maria Kornek | vrouwen   | 6e        | groepsfase: 6de V van Zimbabwe: 0-4 V van India: 0-4 V van Oostenrijk: 0-3 V van Sovjet-Unie: 0-6 V van Tsjecho-Slowakije: 0-1 |

| Finale |                   |             |             |             |             |            |            |            |        |
| #      | Land              | Wedstrijden | Wedstrijden | Wedstrijden | Wedstrijden | Doelpunten | Doelpunten | Doelpunten | Punten |
| #      | Land              | G           | W           | G           | V           | V          | T          | Saldo      | Punten |
| 1      | Zimbabwe          | 5           | 3           | 2           | 0           | 13         | 4          | +9         | 8      |
| 2      | Tsjecho-Slowakije | 5           | 3           | 1           | 1           | 10         | 5          | +5         | 7      |
| 3      | Sovjet-Unie       | 5           | 3           | 0           | 2           | 11         | 5          | +6         | 6      |
| 4      | India             | 5           | 2           | 1           | 2           | 9          | 6          | +3         | 5      |
| 5      | Australië         | 5           | 2           | 0           | 3           | 6          | 11         | -5         | 4      |
| 6      | Polen             | 5           | 0           | 0           | 5           | 0          | 18         | -18        | 0      |

| Ronde      | Datum  | Plaats      | Land | Score             | Land |
| ---------- | ------ | ----------- | ---- | ----------------- | ---- |
| Groepsfase |        |             |      |                   |      |
| 25 juli    | Moskou | Polen       | 0-4  | Zimbabwe          |      |
| 27 juli    | Moskou | India       | 4-0  | Polen             |      |
| 28 juli    | Moskou | Oostenrijk  | 3-0  | Polen             |      |
| 30 juli    | Moskou | Sovjet-Unie | 6-0  | Polen             |      |
| 31 juli    | Moskou | Polen       | 0-1  | Tsjecho-Slowakije |      |

### Judo
| Olympiër           | Onderdeel       | Resultaat | Prestatie |
| ------------------ | --------------- | --------- | --- |
| Marian Donat       | -60kg (m)       | 19e       | 1ste ronde: V van POR Vitor De Mendonça: waza-ari |
| Janusz Pawłowski   | -65kg (m)       | Brons     | 1ste ronde: W van URS Gelencser: waza-ari 2de ronde: W van MEX Padilla: yuko kwartfinale: W van SEN Sambou: ippon halve finale: V van MGL Damdin: yuko bronzen finale: W van FRA Delvingt: ippon |
| Edward Alkśnin     | -71kg (m)       | 5e        | 1ste ronde: W van URS Guerra: ippon 2de ronde: W van ISL Gudbjornsson : ippon kwartfinale: V van GBR Adams: ippon herkansingen: W van AUS Picken: yuko bronzen finale: V van GDR Lehmann: koka   |
| Jarosław Brawata   | -78kg (m)       | 17e       | 1ste ronde: V van ALG Adda: ippon |
| Krzysztof Kurczyna | -86kg (m)       | 13e       | 1ste ronde: W van AUS Carew: yuko 2de ronde: V van URS Jackevičs: koka |
| Dariusz Nowakowski | -95kg (m)       | 9e        | 1ste ronde: V van URS Khubuluri: yuko herkansingen: V van ROU Radu: ippon |
| Wojciech Reszko    | +95kg (m)       | 7e        | 1ste ronde: vrij 2de ronde: V van FRA Parisi: yuko herkansingen: V van TCH Kocman: koka |
| Wojciech Reszko    | open klasse (m) | 15e       | 1ste ronde: V van HUN Ozsvár: koka |

### Kanovaren
| Olympiër                                                          | Onderdeel     | Resultaat | Prestatie                                                                           |
| ----------------------------------------------------------------- | ------------- | --------- | ----------------------------------------------------------------------------------- |
| Marek Łbik                                                        | C-1 500m (m)  | 5e        | serie 2: 3de in 1.55,60 finale: 5de in 1.55,90                                      |
| Marek Łbik                                                        | C-1 1000m (m) | 10e       | serie 2: 5de in 4.13,34 halve finale: 4de in 4.20,87                                |
| Jerzy Dunajski Marek Wisła                                        | C-2 500m (m)  | 4e        | serie 2: 1ste in 1.45,67 finale: 4de in 1.45,10                                     |
| Marek Dopierała Jan Pinczura                                      | C-2 500m (m)  | 6e        | serie 2: 6de in 3.58,77 halve finale: 3de in 3.55,99 finale: 6de in 3.53,01         |
| Grzegorz Śledziewski                                              | K-1 500m (m)  | 11e       | serie 2: 3de in 1.47,17 halve finale 3: 4de in 1.47,31                              |
| Waldemar Merk                                                     | K-1 1000m (m) | 13e       | serie 3: 4de in 3.48,82 herkansingen: 3de in 3.52,27 halve finale 1: 5de in 3.58,35 |
| Waldemar Merk Zdzisław Szubski                                    | K-2 500m (m)  | 7e        | serie 2: 3de in 1.36,98 halve finale 3: 3de in 1.37,45 finale: 7de in 1.37,20       |
| Andrzej Klimaszewski Krzysztof Lepianka                           | K-2 1000m (m) | 16e       | serie 1: 5de in 3.31,80 herkansingen: 4de in 3.33,31                                |
| Grzegorz Kołtan Ryszard Oborski Grzegorz Śledziewski Daniel Wełna | K-4 1000m (m) | 4e        | serie 2: 2de in 3.09,925 finale: 4de in 3.16,33                                     |
|                                                                   |               |           |                                                                                     |
| Ewa Kamińska-Eichler                                              | K-1 500m (v)  | 11e       | serie 2: 1ste in 1.59,75 finale: 5de in 2.01,23                                     |
| Ewa Kamińska-Eichler Ewa Wojtaszek                                | K-2 500m (v)  | 11e       | serie 2: 3de in 1.52,14 finale: 7de in 1.51,31                                      |

### Moderne vijfkamp
| Olympiër                                       | Onderdeel       | Resultaat | Prestatie |
| ---------------------------------------------- | --------------- | --------- | --- |
| Marek Bajan                                    | individueel (m) | 18e       | paardensport: 3de in 1.56,6 schermen: 13de met 23 overwinningen schietsport: 33ste met 189 punten zwemmen: 6de in 3.23,983 atletiek: 24ste in 13.52,8 totaal: 5147 punten          |
| Jan Olesiński                                  | individueel (m) | 11e       | paardensport: 19de in 2.00,2 schermen: 17de met 22 overwinningen schietsport: 20ste met 193 punten zwemmen: 17de in 3.34,197 atletiek: 3de in 13.00,7 totaal: 5219 punten          |
| Janusz Pyciak-Peciak                           | individueel (m) | 6e        | paardensport: 12de in 1.54,3 schermen: 13de met 23 overwinningen schietsport: 20ste met 193 punten zwemmen: 14de in 3.32,992 atletiek: 5de in 13.07,8 totaal: 5268 punten          |
| Marek Bajan Jan Olesiński Janusz Pyciak-Peciak | team (m)        | 4e        | paardensport: 1ste met 3208 punten schermen: 5de met 2506 punten schietsport: 8ste met 2846 punten zwemmen: 3de met 3576 punten atletiek: 2de met 3498 punten totaal: 15634 punten |

### Paardensport
| Olympiër                                                               | Onderdeel   | Resultaat | Prestatie |
| Dressuur                                                               | Dressuur    | Dressuur  | Dressuur |
| ---------------------------------------------------------------------- | ----------- | --------- | --- |
| Elżbieta Morciniec                                                     | individueel | 13e       | Grand Prix: 13de met 954 punten |
| Wanda Wąsowska                                                         | individueel | 14e       | Grand Prix: 14de met 930 punten |
| Józef Zagor                                                            | individueel | 10e       | Grand Prix: 11de met 1061 punten Grand Prix Special: 10de met 804 punten                                                                       |
| Elżbieta Morciniec Wanda Wąsowska Józef Zagor                          | team        | 4e        | 2945 punten |
| Eventing                                                               |             |           | |
| Jacek Daniluk                                                          | individueel | DNF       | dressuur: 2de met 49,20 strafpunten cross-country: gediskwalificeerd                                                                           |
| Stanisław Jasiński                                                     | individueel | DNF       | dressuur: 10de met 55,80 strafpunten cross-country: gediskwalificeerd                                                                          |
| Mirosław Szłapka                                                       | individueel | 6e        | dressuur: 3de met 52,40 strafpunten cross-country: 6de met 184,40 strafpunten springconcours: 5de met 5 strafpunten totaal: 241,80 strafpunten |
| Jacek Wierzchowiecki                                                   | individueel | 13e       | dressuur: 1ste met 43 strafpunten cross-country: 15de met 368,80 strafpunten springconcours: 1ste met 0 strafpunten totaal: 411,80 strafpunten |
| Mirosław Szłapka Jacek Wierzchowiecki Jacek Daniluk Stanisław Jasiński | team        | DNF       | dressuur: 1ste met 144,60 strafpunten cross-country: niet gefinisht                                                                            |
| Eventing                                                               |             |           | |
| Wiesław Hartman                                                        | individueel | 6e        | 1ste ronde: 1ste met 4 strafpunten 2de ronde: 8ste met 12 strafpunten totaal: 16 strafpunten                                                   |
| Jan Kowalczyk                                                          | individueel | Goud      | 1ste ronde: 1ste met 4 strafpunten 2de ronde: 1ste met 4 strafpunten totaal: 8 strafpunten                                                     |
| Marian Kozicki                                                         | individueel | 8e        | 1ste ronde: 7de met 12 strafpunten 2de ronde: 10de met 12,50 strafpunten totaal: 24,5 strafpunten                                              |
| Janusz Bobik Wiesław Hartman Jan Kowalczyk Marian Kozicki              | team        | Zilver    | 1ste ronde: 2de met 32 strafpunten 2de ronde: 3de met 24 strafpunten totaal: 56 strafpunten                                                    |

### Roeien
| Olympiër | Onderdeel       | Resultaat | Prestatie                                                                      |
| --- | --------------- | --------- | ------------------------------------------------------------------------------ |
| Wiesław Kujda Piotr Tobolski | dubbel-twee (m) | 6e        | serie 2: 2de in 7.01,79 herkansingen: 2de in 6.47,38 finale: 6de in 6.39,66    |
| Zbigniew Andruszkiewicz Ryszard Burak Andrzej Skowroński Stanisław Wierzbicki                                                                           | dubbel-vier (m) | 7e        | serie 1: 6de in 6.27,24 herkansingen: 5de in 6.16,69 finale B: 1ste in 5.58,63 |
| Mirosław Jarzembowski Marek Niedziałkowski Henryk Trzciński Mariusz Trzciński                                                                           | vier-zonder (m) | 8e        | serie 1: 5de in 6.55,28 herkansingen: 4de in 6.30,26 finale B: 2de in 6.22,31  |
| Ryszard Kubiak Grzegorz Nowak Ryszard Stadniuk Grzegorz Stellak Adam Tomasiak                                                                           | vier-met (m)    | Brons     | serie 1: 2de in 6.47,61 herkansingen: 1ste in 6.32,28 finale: 3de in 6.22,52   |
| Władysław Beszterda Paweł Borkowski Mirosław Kowalewski Ryszard Kubiak Wiesław Kujda Grzegorz Nowak Ryszard Stadniuk Adam Tomasiak                      | acht (m)        | DNF       | serie 1: 3de in 6.00,43 herkansingen: 3de in 6.47,35 finale B: niet gestart    |
| |                 |           |                                                                                |
| Beata Dziadura | skiff (v)       | 6e        | serie 3: 2de in 4.02,11 halve finale 1: 3de in 3.49,06 finale: 6de in 3.51,45  |
| Hanna Jarkiewicz Janina Klucznik | dubbel-twee (v) | 5e        | serie 2: 1ste in 3.34,11 finale: 5de in 3.27,25                                |
| Małgorzata Dłużewska Czesława Kościańska-Szczepińska | twee-zonder (v) | Zilver    | serie 2: 1ste in 3.56,08 finale: 2de in 3.30,95                                |
| Mariola Abrahamczyk Maria Dzieźa Aleksandra Kaczyńska Maria Kobylińska Bogusława Kozłowska-Tomasiak                                                     | dubbel-vier (v) | 5e        | serie 1: 3de in 3.27,95 herkansingen: 4de in 3.22,75 finale: 5de in 3.20,95    |
| Krystyna Ambros Beata Kamuda Wiesława Kiełsznia Ewa Lewandowska Jolanta Modlińska Urszula Niebrzydowska Wanda Piątkowska Grażyna Różańska Teresa Soroka | acht (v)        | 6e        | serie 1: 3de in 3.25,15 herkansingen: 4de in 3.24,04                           |

### Schermen
| Olympiër                                                                                         | Onderdeel       | Resultaat | Prestatie |
| ------------------------------------------------------------------------------------------------ | --------------- | --------- | --- |
| Piotr Jabłkowski                                                                                 | degen (m)       | 22e       | 1ste ronde groep 1: 1ste V van FRA Riboud: 3-5 W van BEL Ganeff: 5-0 W van ESP Pérez: 5-1 W van FIN Planting: 5-4 2de ronde groep 2: 6de V van SWE Edling: 4-5 V van URS Lukomsky: 3-5 V van FRA Boisse: 3-5 V van ROU Popa: 5-5 V van CUB Favier: 3-5 |
| Andrzej Lis                                                                                      | degen (m)       | 13e       | 1ste ronde groep 5: 1ste W van HUN Pető: 5-3 W van GBR Paul: 5-4 W van FIN Hulkkonen: 5-2 W van CUB Betancourt: 5-4 2de ronde groep 3: 4de V van FRA Riboud: 3-5 W van SWE Harmenberg: 5-4 V van HUN Pető: 4-5 V van AUS Benko: 4-5 W van TCH Kubišta: 5-2 3de ronde: V van URS Abushakmetov herkansingen: V van FRA Boisse |
| Leszek Swornowski                                                                                | degen (m)       | 25e       | 1ste ronde groep 7: 4de W van FRA Picot: 5-4 V van ROU Pongratz: 1-5 G van GBR Llewellyn: 5-5 W van KUW AL-Thuwani: 5-2 W van LIB Haddad: 5-1 |
| Piotr Jablkowski Andrzej Lis Mariusz Strzalka Leszek Swornowski                                  | degen team (m)  | Zilver    | 1ste ronde groep 2: 2de V van Sovjet-Unie: 5-7 W van Cuba: 12-4 kwartfinale: W van Zweden: 8-6 halve finale: W van Roemenië: 8-4 finale: V van Frankrijk: 4-8 |
| Lech Koziejowski                                                                                 | floret (m)      | 5e        | 1ste ronde groep 6: 2de V van GDR Haertter: 4-5 W van GBR Harper: 5-1 W van CUB Betancourt: 5-2 2de ronde groep 2: 2de W van URS Romankov: 5-3 V van FRA Pietruszka: 2-5 W van GBR Harper: 5-4 W van BEL Ganeff: 5-1 W van HUN Demény: 5-3 3de ronde: W van GDR Behrens 4de ronde: V van URS Romankov herkansingen: W van GDR Kotzmann herkansingen 2: W van FRA Pietruszka finale: 5de V van URS Smyrnov: 2-5 V van FRA Jolyot: 4-5 V van URS Romankov: 2-5 V van URS Ruziyev: 2-5 W van ROU Kuki: 5-1          |
| Adam Robak                                                                                       | floret (m)      | 9e        | 1ste ronde groep 1: 1ste V van URS Smyrnov: 5-4 W van HUN Szelei: 5-3 W van ALG Hamou: 5-3 W van LIB Haddad: 5-3 2de ronde groep 4: 1ste W van URS Ruziyev: 5-3 W van FRA Jolyot: 5-1 V van GDR Haertter: 1-5 W van ITA Cervi: 5-1 W van ESP Roca: 5-2 3de ronde: V van URS Ruziyev herkansingen: W van GDR Haertter herkansingen 2: V van HUN Szelei |
| Bogusław Zych                                                                                    | floret (m)      | 13e       | 1ste ronde groep 5: 2de V van ROU Kuki: 2-5 W van GDR Behrens: 5-2 W van CUB Favier: 5-4 W van KUW Al-Ahmed: 5-2 2de ronde groep 3: 4de V van URS Smyrnov: 3-5 V van HUN Szelei: 2-5 V van GDR Kotzmann: 4-5 W van CUB González: 5-4 W van FRA Flament: 5-2 3de ronde: V van URS Smyrnov herkansingen: V van FRA Pietruszka |
| Lech Koziejowski Adam Robak Marian Sypniewski Bogusław Zych                                      | floret team (m) | Brons     | 1ste ronde groep 3: 1ste W van DDR: 9-5 W van Koeweit: 15-1 kwartfinale: W van Hongarije: 9-7 halve finale: V van Sovjet-Unie: 7-9 bronzen finale: W van DDR: 9-5 |
| Jacek Bierkowski                                                                                 | sabel (m)       | 13e       | 1ste ronde groep 6: 1ste W van ITA Meglio: 5-4 W van HUN Gerevich: 5-2 W van ROU Mustață: 5-2 W van KUW Al-Khawajah: 5-2 2de ronde groep 2: 1ste W van BUL Etropolski: 5-2 W van HUN Gerevich: 5-3 V van ROU Pop: 4-5 W van POL Jabłonowski: 5-2 W van GDR Ulbrich: 5-2 3de ronde: V van POL Kostrzewa herkansingen: V van ITA Meglio |
| Leszek Jabłonowski                                                                               | sabel (m)       | 17e       | 1ste ronde groep 1: 4de V van HUN Gedővári: 3-5 V van BUL Etropolski: 3-5 V van CUB Laverdecia: 4-5 W van ESP Paraíso: 5-4 2de ronde groep 2: 5de V van BUL Etropolski: 2-5 V van HUN Gerevich: 2-5 W van ROU Pop: 5-2 V van POL Bierkowski: 2-5 W van GDR Ulbrich: 5-3 |
| Andrzej Kostrzewa                                                                                | sabel (m)       | 9e        | 1ste ronde groep 4: 4de V van BUL Etropolski: 0-5 W van ROU Pop: 5-2 V van URS Krovopuskov: 0-5 W van KUW Al-Ahmed: 5-0 2de ronde groep 3: 4de V van URS Krovopuskov: 3-5 V van HUN Gedővári: 4-5 V van ROU Marin: 2-5 W van ITA Montano: 5-4 W van GBR Slade: 5-1 3de ronde: W van POL Bierkowski 4de ronde: V van BUL Etropolski herkansingen: V van ITA Maffei |
| Tadeusz Piguła Leszek Jabłonowski Jacek Bierkowski Andrzej Kostrzewa Marian Sypniewski           | sabel team (m)  | 4e        | 1ste ronde groep 2: 1ste W van DDR: 9-7 W van Bulgarije: 9-7 kwartfinale: W van Roemenië: 9-7 halve finale: V van Italië: 5-10 bronzen finale: V van Hongarije: 6-9 |
|                                                                                                  |                 |           | |
| Jolanta Królikowska                                                                              | floret (m)      | 30e       | 1ste ronde groep 4: 6de V van ITA Vaccaroni: 4-5 V van TCH Lokšová-Ráczová: 4-5 V van GDR Hertrampf: 5-2 V van HUN Schwarczenberger-Tordasi: 1-5 W van AUS Smith: 5-2 |
| Delfina Skąpska                                                                                  | floret (m)      | 7e        | 1ste ronde groep 3: 2de V van FRA Latrille-Gaudin: 2-5 W van URS Gilyazova: 5-3 W van CUB Font: 5-4 W van ITA Batazzi: 5-3 2de ronde groep 2: 1ste V van URS Gilyazova: 2-5 W van GDR Niklaus: 5-1 W van FRA Brouquier: 5-2 W van CUB Font: 5-2 W van ROU Moldovan-Zsak: 5-3 3de ronde: V van TCH Lokšová-Ráczová herkansingen: W van FRA Brouquier herkansingen 2: W van HUN Schwarczenberger-Tordasi herkansingen 3: V van FRA Trinquet-Hachin                                                                 |
| Barbara Wysoczańska                                                                              | floret (m)      | Brons     | 1ste ronde groep 2: 2de V van URS Novikova-Belova: 2-5 W van ROU Ardeleanu : 5-4 W van CUB Alfonso: 5-3 V van BEL Borghs: 4-5 2de ronde groep 3: 1ste W van URS Novikova-Belova: 5-0 W van FRA Latrille-Gaudin: 5-2 W van GDR Janke: 5-0 W van CUB Rodríguez: 5-3 W van AUS Ferguson: 5-1 3de ronde: W van URS Sidorova 4de ronde: W van FRA Trinquet-Hachin finale: 3de W van FRA Trinquet-Hachin: 5-1 V van HUN Maros: 2-5 V van ROU Stahl-Iencic: 2-5 W van FRA Latrille-Gaudin: 5-3 W van ITA Vaccaroni: 5-4 |
| Delfina Skąpska Agnieszka Dubrawska Jolanta Królikowska Barbara Wysoczańska Kamilla Składanowska | floret team (v) | 4e        | 1ste ronde groep 3: 1ste V van Hongarije: 6-10 W van Groot-Brittannië: 12-4 kwartfinale: W van Cuba: 9-7 halve finale: V van Sovjet-Unie: 3-9 bronzen finale: V van Hongarije: 7-9 |

### Schietsport
| Olympiër            | Onderdeel              | Resultaat | Prestatie                             |
| ------------------- | ---------------------- | --------- | ------------------------------------- |
| Eugeniusz Pędzisz   | 50m geweer 3 houdingen | 8e        | 1156 punten: (397-391-368)            |
| Romuald Siemionow   | 50m geweer 3 houdingen | 11e       | 1153 punten: (395-388-370)            |
| Piotr Kosmatko      | 50m geweer liggend     | 10e       | 596 punten: (99-99-100-100-98-99)     |
| Krzysztof Stefaniak | 50m geweer liggend     | 4e        | 598 punten: (99-100-100-99-100-100)   |
| Erwin Matelski      | 50m pistool            | 13e       | 557 punten: (92-95-90-92-93-95)       |
| Sławomir Romanowski | 50m pistool            | 10e       | 558 punten: (89-96-82-92-95-94)       |
| Andrzej Macur       | 25m snelvuurpistool    | 14e       | 591 punten: (296-295)                 |
| Józef Zapędzki      | 25m snelvuurpistool    | 14e       | 591 punten: (295-296)                 |
| Wiesław Gawlikowski | skeet                  | 19e       | 192 punten: (24-25-24-24-24-24-25-22) |
| Hubert Pawłowski    | skeet                  | 31e       | 188 punten: (23-23-24-22-25-24-24-23) |
| Jerzy Greszkiewicz  | 50m bewegend doel      | 10e       | 576 punten: (294-282)                 |
| Eugeniusz Janczak   | 50m bewegend doel      | 17e       | 555 punten: (283-272)                 |

### Schoonspringen
| Olympiër        | Onderdeel     | Resultaat | Prestatie                         |
| --------------- | ------------- | --------- | --------------------------------- |
| Roman Godziński | 3m plank (m)  | 19e       | voorronde: 19de met 462,48 punten |
|                 |               |           |                                   |
| Ewa Kucińska    | 10m toren (v) | 13e       | voorronde: 13de met 308,88 punten |

### Turnen
| Olympiër | Onderdeel                | Resultaat | Prestatie |
| --- | ------------------------ | --------- | --- |
| Krzysztof Potaczek                                                                                            | brug (m)                 | 52e       | kwalificatie: 52ste met 18,45 punten                                                                                                 |
| Andrzej Szajna                                                                                                | brug (m)                 | 58e       | kwalificatie: 58ste met 18,10 punten                                                                                                 |
| Waldemar Woźniak                                                                                              | brug (m)                 | 47e       | kwalificatie: 47ste met 18,55 punten                                                                                                 |
| Krzysztof Potaczek                                                                                            | paard voltige (m)        | 37e       | kwalificatie: 37ste met 18,55 punten                                                                                                 |
| Andrzej Szajna                                                                                                | paard voltige (m)        | 29e       | kwalificatie: 29ste met 18,90 punten                                                                                                 |
| Waldemar Woźniak                                                                                              | paard voltige (m)        | 47e       | kwalificatie: 47ste met 18,20 punten                                                                                                 |
| Krzysztof Potaczek                                                                                            | rekstok (m)              | 59e       | kwalificatie: 59ste met 17,85 punten                                                                                                 |
| Andrzej Szajna                                                                                                | rekstok (m)              | 26e       | kwalificatie: 26ste met 18,70 punten                                                                                                 |
| Waldemar Woźniak                                                                                              | rekstok (m)              | 39e       | kwalificatie: 39ste met 18,45 punten                                                                                                 |
| Krzysztof Potaczek                                                                                            | ringen (m)               | 65e       | kwalificatie: 65ste met 16,80 punten                                                                                                 |
| Andrzej Szajna                                                                                                | ringen (m)               | 27e       | kwalificatie: 27ste met 18,90 punten                                                                                                 |
| Waldemar Woźniak                                                                                              | ringen (m)               | 47e       | kwalificatie: 47ste met 18,30 punten                                                                                                 |
| Krzysztof Potaczek                                                                                            | sprong (m)               | 54e       | kwalificatie: 54ste met 18,70 punten                                                                                                 |
| Andrzej Szajna                                                                                                | sprong (m)               | 35e       | kwalificatie: 35ste met 19,20 punten                                                                                                 |
| Waldemar Woźniak                                                                                              | sprong (m)               | 30e       | kwalificatie: 30ste met 19,25 punten                                                                                                 |
| Krzysztof Potaczek                                                                                            | vloer (m)                | 63e       | kwalificatie: 63ste met 17,70 punten                                                                                                 |
| Andrzej Szajna                                                                                                | vloer (m)                | 21e       | kwalificatie: 21ste met 19,05 punten                                                                                                 |
| Waldemar Woźniak                                                                                              | vloer (m)                | 55e       | kwalificatie: 55ste met 18,10 punten                                                                                                 |
| Krzysztof Potaczek                                                                                            | individuele meerkamp (m) | 63e       | kwalificatie: 63ste met 108,05 punten                                                                                                |
| Andrzej Szajna                                                                                                | individuele meerkamp (m) | 17e       | kwalificatie: 30ste met 112,85 punten finale: 17de met 114,225 punten                                                                |
| Waldemar Woźniak                                                                                              | individuele meerkamp (m) | 29e       | kwalificatie: 47ste met 110,85 punten finale: 29ste met 111,575 punten                                                               |
| |                          |           | |
| Agata Jaroszek-Karczmarek                                                                                     | balk (v)                 | 53e       | kwalificatie: 53ste met 17,75 punten                                                                                                 |
| Anita Jokiel                                                                                                  | balk (v)                 | 38e       | kwalificatie: 38ste met 18,45 punten                                                                                                 |
| Małgorzata Majza                                                                                              | balk (v)                 | 38e       | kwalificatie: 38ste met 18,45 punten                                                                                                 |
| Łucja Matraszek-Chydzińska                                                                                    | balk (v)                 | 27e       | kwalificatie: 27ste met 18,95 punten                                                                                                 |
| Katarzyna Snopko                                                                                              | balk (v)                 | 55e       | kwalificatie: 55ste met 17,65 punten                                                                                                 |
| Wiesława Żelaskowska                                                                                          | balk (v)                 | 33e       | kwalificatie: 33ste met 18,75 punten                                                                                                 |
| Agata Jaroszek-Karczmarek                                                                                     | brug (v)                 | 40e       | kwalificatie: 40ste met 18,60 punten                                                                                                 |
| Anita Jokiel                                                                                                  | brug (v)                 | 36e       | kwalificatie: 36ste met 18,75 punten                                                                                                 |
| Małgorzata Majza                                                                                              | brug (v)                 | 35e       | kwalificatie: 35ste met 18,90 punten                                                                                                 |
| Łucja Matraszek-Chydzińska                                                                                    | brug (v)                 | 27e       | kwalificatie: 27ste met 19,15 punten                                                                                                 |
| Katarzyna Snopko                                                                                              | brug (v)                 | 43e       | kwalificatie: 43ste met 18,35 punten                                                                                                 |
| Wiesława Żelaskowska                                                                                          | brug (v)                 | 48e       | kwalificatie: 48ste met 18,10 punten                                                                                                 |
| Agata Jaroszek-Karczmarek                                                                                     | sprong (v)               | 35e       | kwalificatie: 35ste met 18,90 punten                                                                                                 |
| Anita Jokiel                                                                                                  | sprong (v)               | 38e       | kwalificatie: 38ste met 18,80 punten                                                                                                 |
| Małgorzata Majza                                                                                              | sprong (v)               | 41e       | kwalificatie: 41ste met 18,70 punten                                                                                                 |
| Łucja Matraszek-Chydzińska                                                                                    | sprong (v)               | 31e       | kwalificatie: 31ste met 19,05 punten                                                                                                 |
| Katarzyna Snopko                                                                                              | sprong (v)               | 41e       | kwalificatie: 41ste met 18,70 punten                                                                                                 |
| Wiesława Żelaskowska                                                                                          | sprong (v)               | 43e       | kwalificatie: 43ste met 18,50 punten                                                                                                 |
| Agata Jaroszek-Karczmarek                                                                                     | vloer (v)                | 43e       | kwalificatie: 43ste met 18,40 punten                                                                                                 |
| Anita Jokiel                                                                                                  | vloer (v)                | 32e       | kwalificatie: 32ste met 18,95 punten                                                                                                 |
| Małgorzata Majza                                                                                              | vloer (v)                | 30e       | kwalificatie: 30ste met 19,15 punten                                                                                                 |
| Łucja Matraszek-Chydzińska                                                                                    | vloer (v)                | 31e       | kwalificatie: 31ste met 19,00 punten                                                                                                 |
| Katarzyna Snopko                                                                                              | vloer (v)                | 38e       | kwalificatie: 38ste met 18,75 punten                                                                                                 |
| Wiesława Żelaskowska                                                                                          | vloer (v)                | 32e       | kwalificatie: 32ste met 18,95 punten                                                                                                 |
| Agata Jaroszek-Karczmarek                                                                                     | individuele meerkamp (v) | 42e       | kwalificatie: 42ste met 73,65 punten                                                                                                 |
| Anita Jokiel                                                                                                  | individuele meerkamp (v) | 18e       | kwalificatie: 38ste met 74,95 punten finale: 18de met 74,825 punten                                                                  |
| Małgorzata Majza                                                                                              | individuele meerkamp (v) | 20e       | kwalificatie: 37ste met 75,20 punten finale: 20ste met 74,500 punten                                                                 |
| Łucja Matraszek-Chydzińska                                                                                    | individuele meerkamp (v) | 36e       | kwalificatie: 32ste met 76,15 punten finale: 36ste met 46,475 punten                                                                 |
| Katarzyna Snopko                                                                                              | individuele meerkamp (v) | 44e       | kwalificatie: 44ste met 73,45 punten                                                                                                 |
| Wiesława Żelaskowska                                                                                          | individuele meerkamp (v) | 41e       | kwalificatie: 41ste met 74,30 punten                                                                                                 |
| Łucja Matraszek-Chydzińska Małgorzata Majza Anita Jokiel Wiesława Żelaskowska Agata Jaroszek Katarzyna Snopko | meerkamp team (v)        | 7e        | vloer: 7de met 94,80 punten sprong: 7de met 94,35 punten brug: 7de met 93,95 punten balk: 7de met 93,05 punten totaal: 376,15 punten |

### Volleybal
| Olympiër | Onderdeel | Resultaat | Prestatie |
| --- | --------- | --------- | --- |
| Lech Łasko Tomasz Wójtowicz Włodzimierz Nalazek Leszek Molenda Robert Malinowski Bogusław Kanicki Maciej Jarosz Wiesław Gawłowski Wojciech Drzyzga Wiesław Czaja Ryszard Bosek | zaal (m)  | 19e       | groep B: 1ste W van Joegoslavië: 3-1 (15-11, 11-15, 15-3, 15-7) W van Roemenië: 3-1 (9-15, 15-12, 15-13, 15-13) W van Libanon: 3-0 (15-1, 15-3, 15-1) halve finale: V van Bulgarije: 0-3 (13-15, 13-15, 7-15) bronzen finale: V van Roemenië: 1-3 (10-15, 15-9, 13-15, 9-15) |

| Groep B |             |             |             |             |             |             |             |        |        |        |        |
| #       | Land        | Wedstrijden | Wedstrijden | Wedstrijden | Wedstrijden | Wedstrijden | Wedstrijden | Punten | Punten | Punten | Punten |
| #       | Land        | G           | W           | V           | SW          | SV          | SR          | SPW    | SPL    | Saldo  | Punten |
| 1       | Polen       | 4           | 3           | 1           | 11          | 5           | +6          | 221    | 172    | +49    | 6      |
| 2       | Roemenië    | 4           | 3           | 1           | 10          | 5           | +5          | 215    | 138    | +77    | 5      |
| 3       | Brazilië    | 4           | 2           | 2           | 9           | 8           | +1          | 215    | 196    | +19    | 4      |
| 4       | Joegoslavië | 4           | 2           | 2           | 8           | 8           | 0           | 189    | 177    | +12    | 3      |
| 5       | Libanon     | 4           | 0           | 4           | 0           | 12          | -12         | 23     | 180    | -157   | 3      |

| Ronde          | Datum  | Plaats    | Land | Score       | Land |
| -------------- | ------ | --------- | ---- | ----------- | ---- |
| Groepsfase     |        |           |      |             |      |
| 20 juli        | Moskou | Polen     | 3-1  | Joegoslavië |      |
| 22 juli        | Moskou | Polen     | 3-14 | Roemenië    |      |
| 24 juli        | Moskou | Polen     | 3-0  | Libanon     |      |
| 28 juli        | Moskou | Brazilië  | 3-2  | Polen       |      |
| Halve finale   |        |           |      |             |      |
| 30 juli        | Moskou | Bulgarije | 3-0  | Polen       |      |
| Bronzen finale |        |           |      |             |      |
| 1 augustus     | Moskou | Roemenië  | 3-1  | Polen       |      |

### Wielersport
| Olympiër                                                       | Onderdeel                     | Resultaat | Prestatie |
| Baan                                                           | Baan                          | Baan      | Baan |
| -------------------------------------------------------------- | ----------------------------- | --------- | --- |
| Benedykt Kocot                                                 | sprint (m)                    | 11e       | 1ste ronde serie 6: W van BRA Fischer: walk-over 2de ronde serie 7: V van AUS Tucker herkansingen: V van NED Veldt |
| Andrzej Michalak                                               | tijdrit (m)                   | 11e       | 1.07,891 |
| Zbigniew Woźnicki                                              | individuele achtervolging (m) | 12e       | kwalificatie: 12de in 4.53,53                                                                                      |
| Marek Kulesza Andrzej Michalak Janusz Sałach Zbigniew Woźnicki | ploegenachtervolging (m)      | 9e        | kwalificatie: 9de in 4.28,38                                                                                       |
| Weg                                                            |                               |           | |
| Jan Jankiewicz                                                 | wegwedstrijd (m)              | DNF       | niet gefinisht |
| Czesław Lang                                                   | wegwedstrijd (m)              | Zilver    | 4:51.26 |
| Krzysztof Sujka                                                | wegwedstrijd (m)              | 22e       | 4:57.38 |
| Tadeusz Wojtas                                                 | wegwedstrijd (m)              | 5e        | 4:56.12 |
| Stefan Ciekański Jan Jankiewicz Czesław Lang Witold Plutecki   | ploegentijdrit (m)            | 4e        | 2:04.13,8 |

### Worstelen
| Olympiër             | Onderdeel   | Resultaat   | Prestatie |
| Vrije stijl          | Vrije stijl | Vrije stijl | Vrije stijl |
| -------------------- | ----------- | ----------- | --- |
| Jan Falandys         | -48kg (m)   | 4e          | 1ste ronde: V van ITA Pollio: 4-8 2de ronde: W van AFG Aktar: 23-0 3de ronde: W van ROU Raşovan: val 4de ronde: W van IND Singh: 14-5 5de ronde: V van PRK Jang: 8-13                                                                                   |
| Władysław Stecyk     | -52kg (m)   | Zilver      | 1ste ronde: W van ROU Ciarnău: gediskwalificeerd 2de ronde: W van CUB Ocaña: 20-3 3de ronde: W van IND Kumar: 17-3 4de ronde: vrij 5de ronde: W van HUN Szabó: gediskwalificeerd 6de ronde: V van URS Beloglazov: val 7de ronde: W van BUL Selimov: 6-5 |
| Wiesław Kończak      | -57kg (m)   | 6e          | 1ste ronde: W van GBR Gill: 24-3 2de ronde: W van AUS Brown: 33-1 3de ronde: V van PRK Li: 5-9 4de ronde: V van URS Beloglazov: val |
| Jan Szymański        | -62kg (m)   | 9e          | 1ste ronde: V van BUL Dukov: val 2de ronde: W van SYR Kudmani: val 3de ronde: V van CUB Cascaret: val |
| Stanisław Chiliński  | -68kg (m)   | 12e         | 1ste ronde: V van URS Absaidov: val 2de ronde: W van ALG Admane: val 3de ronde: V van GDR Probst: val |
| Ryszard Ścigalski    | -74kg (m)   | 5e          | 1ste ronde: W van IRQ Juma: val 2de ronde: W van CMR Tonye: val 3de ronde: V van URS Pinigin: val 4de ronde: W van HUN Fehér: gediskwalificeerd 5de ronde: V van BUL Raychev: 4-9                                                                       |
| Henryk Mazur         | -82kg (m)   | 4e          | 1ste ronde: W van AFG Khashan: gediskwalificeerd 2de ronde: W van SWE Claeson: 11-5 3de ronde: W van SYR El-Oulabi: 15-6 4de ronde: V van URS Aratsilov: val 5de ronde: V van HUN Kovács: 4-7                                                           |
| Aleksander Cichoń    | -90kg (m)   | Brons       | 1ste ronde: W van SEN Diop: val 2de ronde: W van CMR Biloa: val 3de ronde: W van AUS Pikos: gediskwalificeerd 4de ronde: W van FRA Andanson: 12-1 5de ronde: vrij 6de ronde: V van URS Oganisyan: 3-12 7de ronde: V van GDR Neupert: 2-6                |
| Tomasz Busse         | -100kg (m)  | 5e          | 1ste ronde: vrij 2de ronde: W van IND Singh: 18-3 3de ronde: W van TCH Strnisko: 10-6 4de ronde: V van GDR Büttner: 4-4 5de ronde: V van URS Mate: 2-9                                                                                                  |
| Adam Sandurski       | +100kg (m)  | Brons       | 1ste ronde: W van CUB Díaz: val 2de ronde: W van GBR Clempner: val 3de ronde: W van PER Zambrano: val 4de ronde: W van ROU Ianko: val 5de ronde: V van URS Andiyev: 3-6 6de ronde: vrij 7de ronde: V van HUN Balla: 4-4                                 |
| Grieks-Romeins       |             |             | |
| Roman Kierpacz       | -48kg (m)   | 8e          | 1ste ronde: V van HUN Seres: val 2de ronde: V van URS Ushkempirov: 10-13 |
| Stanisław Wróblewski | -52kg (m)   | 6e          | 1ste ronde: V van ROU Gingă: 6-7 2de ronde: W van SYR El-Oulabi: 19-6 3de ronde: V van HUN Rácz: gediskwalificeerd |
| Józef Lipień         | -57kg (m)   | Zilver      | 1ste ronde: W van TCH Krysta: 11-5 2de ronde: W van BUL Donev: val 3de ronde: vrij 4de ronde: W van BUL Molnár: 10-4 5de ronde: W van ROU Boţilă: val 6de ronde: W van SWE Ljungbeck: val 7de ronde: V van URS Serikov: 4-11                            |
| Kazimierz Lipień     | -62kg (m)   | 6e          | 1ste ronde: V van GRE Mygiakis: 2-4 2de ronde: W van SWE Malmkvist: gediskwalificeerd 3de ronde: V van BUL Kirov: 3-5 |
| Andrzej Supron       | -68kg (m)   | Zilver      | 1ste ronde: W van AFG Hamidi: gediskwalificeerd 2de ronde: W van HUN Gaál: gediskwalificeerd 3de ronde: W van MGL Bold: val 4de ronde: W van URS Nalbandyan: 4-2 5de ronde: vrij 6de ronde: W van SWE Skiöld: val 7de ronde: V van ROU Rusu: 2-3        |
| Wiesław Dziadura     | -74kg (m)   | 9e          | 1ste ronde: V van URS Bykov: 5-6 2de ronde: W van ROU Minea: 4-3 3de ronde: V van FIN Huhtala: 3-7 |
| Jan Dołgowicz        | -82kg (m)   | Zilver      | 1ste ronde: W van ROU Draica: val 2de ronde: W van FIN Övermark: val 3de ronde: W van SYR El-Oulabi: gediskwalificeerd 4de ronde: V van URS Korban: 4-11 5de ronde: vrij 6de ronde: W van BUL Pavlov: val                                               |
| Czesław Kwieciński   | -90kg (m)   | 11e         | 1ste ronde: W van MGL Bor: 11-3 2de ronde: V van SWE Andersson: 0-19 3de ronde: V van URS Kanygin: 2-10 |
| Roman Bierła         | -10kg (m)   | Zilver      | 1ste ronde: W van DEN Studsgaard: gediskwalificeerd 2de ronde: W van GRE Pikilidis: gediskwalificeerd 3de ronde: W van ROU Andrei: gediskwalificeerd 4de ronde: W van YUG Memišević: 5-2 5de ronde: vrij 6de ronde: V van BUL Raikov: val               |
| Marek Galiński       | +100kg (m)  | 8e          | 1ste ronde: V van CUB Díaz: val 2de ronde: V van ROU Codreanu: gediskwalificeerd |

### Zeilen
| Olympiër                                  | Onderdeel       | Resultaat | Prestatie                           |
| ----------------------------------------- | --------------- | --------- | ----------------------------------- |
| Ryszard Skarbiński                        | finn            | 7e        | 71,1 punten: (7-17-8-6-6-9-3)       |
| Tomasz Stocki Leon Wróbel                 | 470             | 5e        | 53,0 punten: (1-9-7-4-1-11-12)      |
| Andrzej Iwiński Ludwik Raczyński          | flying dutchman | 11e       | 96,0 punten: (11-DSQ-7-10-9-11-12)  |
| Bogdan Kramer Jarogniew Krüger            | tornado klasse  | 9e        | 89,0 punten: (9-9-9-9-10-8-9)       |
| Tomasz Holc Zbigniew Malicki              | star klasse     | 12e       | 89,7 punten: (11-10-10-9-DNF-DNF-3) |
| Jan Bartosik Zdzisław Kotla Jerzy Wujecki | soling klasse   | 9e        | 76,7 punten: (8-6-4-8-9-9-8)        |

### Zwemmen
| Olympiër               | Onderdeel            | Resultaat | Prestatie                                           |
| ---------------------- | -------------------- | --------- | --------------------------------------------------- |
| Zbigniew Januszkiewicz | 200m rugslag (m)     | 19e       | serie 4: 7de in 2.08,11                             |
| Bogusław Zychowicz     | 100m vlinderslag (m) | 16e       | serie 4: 4de in 57,21 halve finale 1: 8ste in 57,43 |
| Bogusław Zychowicz     | 200m vlinderslag (m) | 12e       | serie 2: 3de in 2.04,33                             |
| Leszek Górski          | 400m wisselslag (m)  | 7e        | serie 1: 2de in 4.26,02 finale: 7de in 4.28,89      |
| Dariusz Wolny          | 400m wisselslag (m)  | 11e       | serie 3: 4de in 4.31,28                             |
|                        |                      |           |                                                     |
| Magdalena Białas       | 200m rugslag (v)     | 20e       | serie 3: 8ste in 2.26,85                            |
| Agnieszka Czopek       | 200m rugslag (v)     | 18e       | serie 3: 6de in 2.23,08                             |
| Dorota Brzozowska      | 100m vlinderslag (v) | 14e       | serie 3: 4de in 1.04,04                             |
| Dorota Brzozowska      | 200m vlinderslag (v) | 14e       | serie 1: 2de in 2.14,74 finale: 5de in 2.14,12      |
| Małgorzata Różycka     | 200m vlinderslag (v) | 16e       | serie 3: 6de in 2.19,70                             |
| Magdalena Białas       | 400m wisselslag (v)  | 8e        | serie 4: 3de in 4.51,59 finale: 8ste in 4.53,30     |
| Agnieszka Czopek       | 400m wisselslag (v)  | Brons     | serie 3: 2de in 4.49,04 finale: 3de in 4.48,17      |

Afghanistan · Algerije · Andorra · Angola · Australië · België · Benin · Birma · Botswana · Brazilië · Bulgarije · Colombia · Congo-Brazzaville · Costa Rica · Cuba · Cyprus · Denemarken · Dominicaanse Republiek · Duitse Democratische Republiek · Ecuador · Ethiopië · Finland · Frankrijk · Griekenland · Groot-Brittannië · Guatemala · Guinee · Guyana · Hongarije · Ierland · IJsland · India · Irak · Italië · Jamaica · Joegoslavië · Jordanië · Kameroen · Koeweit · Laos · Lesotho · Libanon · Liberia · Libië · Luxemburg · Madagaskar · Mali · Malta · Mexico · Mongolië · Mozambique · Nederland · Nepal · Nicaragua · Nieuw-Zeeland · Nigeria · Noord-Korea · Oeganda · Oostenrijk · Peru · Polen · Portugal · Puerto Rico · Roemenië · San Marino · Senegal · Seychellen · Sierra Leone · Sovjet-Unie · Spanje · Sri Lanka · Syrië · Tanzania · Trinidad en Tobago · Tsjecho-Slowakije · Venezuela · Vietnam · Zambia · Zimbabwe · Zweden · Zwitserland